# Comparettia micrantha
Comparettia micrantha är en orkidéart som först beskrevs av Eduard Friedrich Poeppig och Stephan Ladislaus Endlicher, och fick sitt nu gällande namn av Mark W. Chase och Norris Hagan Williams. Comparettia micrantha ingår i släktet Comparettia, och familjen orkidéer. Inga underarter finns listade i Catalogue of Life.

## Bildgalleri

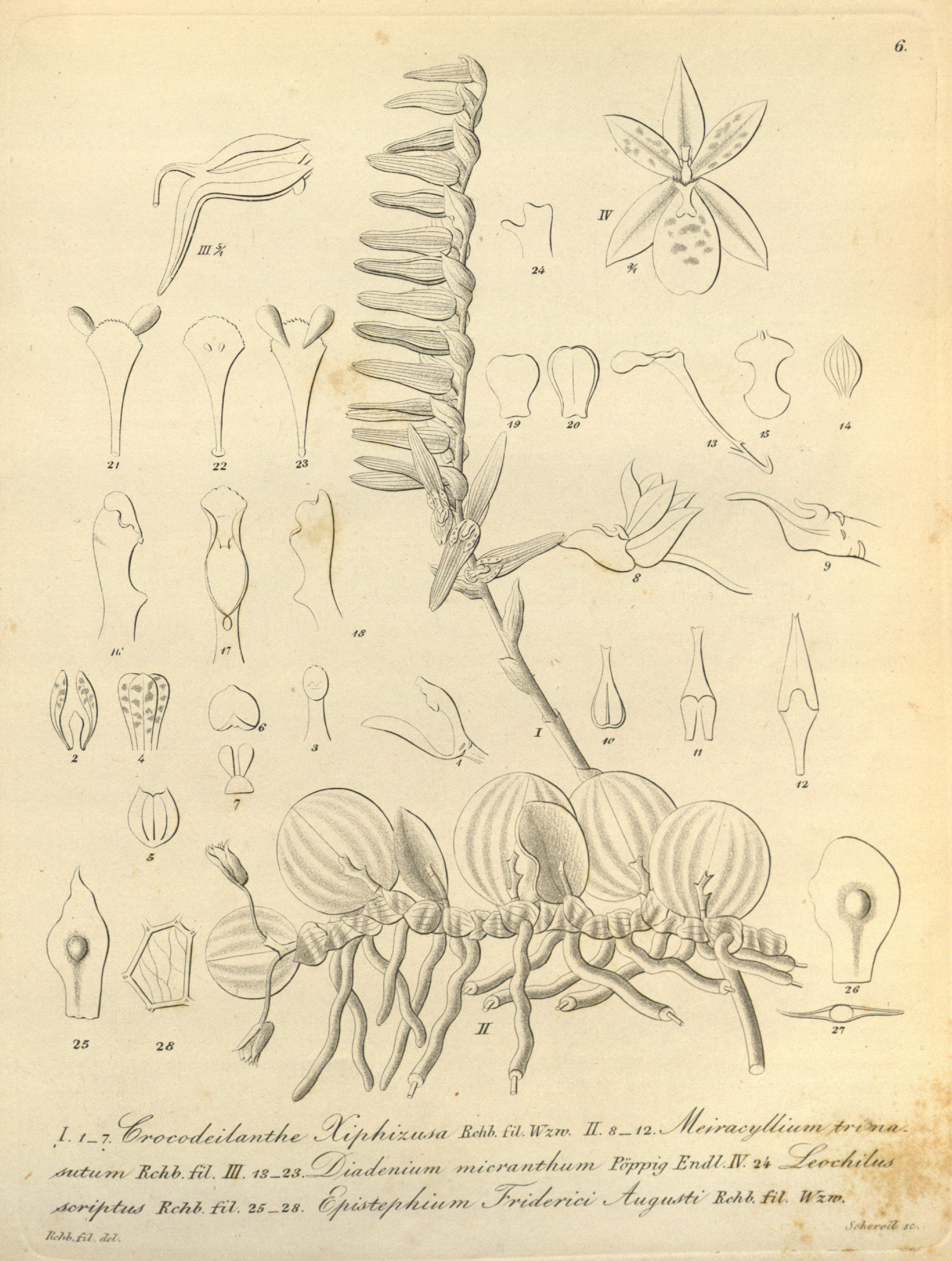